# Finn Fisher-Black
Finn Fisher-Black (Nelson, 21 december 2001) is een Nieuw-Zeelandse wielrenner. 

## Carrière
Fisher-Black is geboren en getogen in Nelson, net als zijn Tasman Wheelers clubgenoot George Bennett, die van 2015 tot en met 2021 bij LottoNL-Jumbo en Jumbo-Visma reed. Fisher-Black verhuisde in 2020 naar Nederland om bij het Jumbo-Visma Development Team te rijden. Hij maakte halverwege het seizoen 2021 de overstap naar de beroepsrenners van UAE Team Emirates. Bennet volgde hem een half jaar later.

## Privé
Finn Fisher-Black is de jongere broer van wielrenster Niamh Fisher-Black. 

## Overwinningen
2018
 Nieuw-Zeelands kampioen tijdrijden voor junioren
2019
Oceanisch kampioen op de weg voor junioren
Oceanisch kampioen tijdrijden voor junioren
2020
Bergklassement New Zealand Cycle Classic
 Nieuw-Zeelands kampioen op de weg voor beloften
 Nieuw-Zeelands kampioen tijdrijden voor beloften
2021
1e etappe (ploegentijdrit) New Zealand Cycle Classic
4e etappe New Zealand Cycle Classic
 Nieuw-Zeelands kampioen tijdrijden voor beloften
Eindklassement Istrian Spring Trophy
2023
1e etappe Ronde van Sicilië
Jongerenklassement Ronde van Sicilië
2024
Muscat Classic
2e etappe Ronde van Oman
Punten- en Jongerenklassement Ronde van Oman
3e etappe (TTT) Parijs-Nice
3e etappe Ronde van Asturië
2025
 Nieuw-Zeelands kampioen tijdrijden, Elite

## Resultaten in voornaamste wedstrijden
| Jaar | Ronde van Italië | Ronde van Frankrijk | Ronde van Spanje |
| ---- | ---------------- | ------------------- | ---------------- |
| 2020 |                  |                     |                  |
| 2021 |                  |                     |                  |
| 2022 |                  |                     |                  |
| 2023 |                  |                     | 40e              |
| 2024 |                  |                     |                  |
| 2025 |                  |                     |                  |

| Jaar | Amstel Gold Race | Luik-Bast.‑Luik | Ronde van Lombardije | Waalse Pijl |  | WK op de weg |
| ---- | ---------------- | --------------- | -------------------- | ----------- |  | ------------ |
| 2020 |                  |                 |                      |             |  | opgave       |
| 2021 |                  |                 |                      |             |  |              |
| 2022 | opgave           |                 |                      |             |  |              |
| 2023 |                  |                 |                      |             |  |              |
| 2024 | 111e             | opgave          | opgave               | opgave      |  | opgave       |
| 2025 | opgave           |                 |                      |             |  |              |

### Resultaten in kleinere rondes
| Jaar | Tour Down Under | Parijs-Nice | Ronde van Catalonië | Ronde van Romandië | Ronde van Zwitserland | Ronde van Polen | Benelux Tour |
| ---- | --------------- | ----------- | ------------------- | ------------------ | --------------------- | --------------- | ------------ |
| 2020 |                 |             |                     |                    |                       |                 |              |
| 2021 |                 |             |                     |                    |                       |                 | 66e          |
| 2022 |                 | 38e         |                     | 27e                |                       |                 |              |
| 2023 | 98e             |             | 56e                 | 32e                | 39e                   | 77e             |              |
| 2024 | 63e             | 50e         |                     |                    |                       |                 |              |

## Ploegen
- 2020 –  Jumbo-Visma Development Team
- 2021 –  Jumbo-Visma Development Team (tot 30-6)
- 2021 –  UAE Team Emirates (vanaf 14-7)
- 2022 –  UAE Team Emirates
- 2023 –  UAE Team Emirates
- 2024 –  UAE Team Emirates
- 2025 –  Red Bull-BORA-hansgrohe

Ardila · Ayuso (vanaf 15 juni) · Bjerg · Bystrøm · Conti · Costa · Covi · De la Cruz · Dombrowski · Fisher-Black (vanaf 14 juli) · Formolo · Gaviria · Gibbons · Hirschi · Kristoff · Laengen · Majka · Marcato · McNulty · Mirza · Molano · Muñoz · I. Oliveira · R. Oliveira · Pogačar · Polanc · Raboesjenka · Richeze · Trentin · Troia · Ulissi· Groß (stagiair)
Ackermann · Almeida · Ardila · Ayuso · Bennett · Bjerg · Brunel (tot 2/6) · Costa · Covi · Fisher-Black · Formolo · Gaviria · Gibbons · Groß · Hirschi · Hodeg · Laengen · Majka · McNulty · Mirza · Molano · I. Oliveira · R. Oliveira · Pogačar · Polanc · Richeze · Soler · Suter · Trentin · Troia · Ulissi · Andersen (stagiair) · Kluckers (stagiair) · Knight (stagiair)
Ackermann · Almeida · Ayuso · Bax · Bennett · Bjerg · Christen (vanaf 1/8) · Covi · Fisher-Black · Formolo · Gibbons · Groß · Großschartner · Hirschi · Hodeg · Laengen · Majka · McNulty · Molano · Novak · I. Oliveira · R. Oliveira · Pogačar · Polanc (tot 15/5) ·  Soler · Trentin · Ulissi · Vine · Vink · Wellens · Yates · Glivar (stagiair)
Almeida · Arrieta · Ayuso · Baroncini · Bax · Bjerg · Christen · Covi · del Toro · Fisher-Black · Großschartner · Hirschi · Hodeg · Laengen · Majka · McNulty · Molano · Morgado · Novak · I. Oliveira · R. Oliveira · Pogačar · Politt · Sivakov · Soler · Ulissi · Vine · Vink · Wellens · Yates